# Rio Manacapuru
Rio Manacapuru är ett vattendrag i Brasilien.   Det ligger i delstaten Amazonas, i den nordvästra delen av landet, 2 000 km nordväst om huvudstaden Brasília.
Runt Rio Manacapuru är det glesbefolkat, med 11 invånare per kvadratkilometer.